# Jesse Atherton Bynum
Jesse Atherton Bynum (* 23. Mai 1797 im Halifax County, North Carolina; † 23. September 1868 in Alexandria, Louisiana) war ein US-amerikanischer Politiker. Zwischen 1833 und 1841 vertrat er den Bundesstaat North Carolina im US-Repräsentantenhaus.

## Leben
In den Jahren 1818 und 1819 absolvierte Jesse Bynum das Princeton College. Nach einem anschließenden Jurastudium und seiner Zulassung als Rechtsanwalt begann er in Halifax in diesem Beruf zu arbeiten. Gleichzeitig schlug er eine politische Laufbahn ein. Von 1823 bis 1824 sowie zwischen 1827 und 1830 war er Abgeordneter im Repräsentantenhaus von North Carolina. Er schloss sich der Bewegung um den späteren Präsidenten Andrew Jackson an und wurde Mitglied der von diesem 1828 gegründeten Demokratischen Partei.
Bei den Kongresswahlen des Jahres 1832 wurde er im zweiten Wahlbezirk von North Carolina in das US-Repräsentantenhaus in Washington, D.C. gewählt, wo er am 4. März 1833 die Nachfolge von John Branch antrat. Nach drei Wiederwahlen konnte er bis zum 3. März 1841 vier Legislaturperioden im Kongress absolvieren. Diese waren bis 1837 von den Diskussionen um die Politik von Präsident Jackson bestimmt. Dabei ging es um die Durchführung des umstrittenen Indian Removal Act, die Nullifikationskrise mit dem Staat South Carolina und die Bankenpolitik des Präsidenten.
Nach seinem Ausscheiden aus dem US-Repräsentantenhaus zog Jesse Bynum nach Alexandria in Louisiana, wo er einen Hof betrieb. Er war Sklavenhalter. In Alexandria ist er am 23. September 1868 verstorben.